# Боушка, Сигизмунд
Сигизмунд Людвик Боушка (чеш. Sigismund Ludvík Bouška; 25 августа 1867, Пршибрам, Австро-Венгрия — 29 августа 1942, Наход) — чешский католический священник, переводчик, писатель

, поэт, литературный критик.

## Биография
Сын шахтёра. После окончания гимназии, учился в педагогической школе в Пршибраме, затем, недолго в Пражской академии живописи, а затем на богословском факультете в университете Праги.
В 1887 году вступил в орден бенедиктинцев. В 1892 году был рукоположен в священники. Служил в разных приходах Моравии.
Вместе с несколькими католическими священниками-писателями, среди которых был и Индржих Шимон Баар, участвовал в создании литературной группы под названием «Католический модернизм», действовавшей, в основном, в Моравии до Первой мировой войны. В 1885 году ими издавался литературный альманах «Pod jeden praporem» («Под одним знаменем»).
Молодые католические священники стремились приблизить чешскую христианскую литературу к современным европейским литературным течениям. С. Боушка, следуя призыву Ярослава Врхлицкого к переводу мировой литературы на чешский язык, несколько раз ездил в Европу, где улучшал свои языковые навыки и мог переводить с нескольких языков.
Группа «Католический модернизм» не пользовалась благосклонностью высших церковных кругов, потому что имела не только литературные устремления, но также цель реформировать церковные ордена и адаптировать их к требованиям современного общества.

## Избранная библиография
Поэзия
- Pietas (сборник сонетов, 1897)
- Legendy (1903)
- Duše v přírodě (1904)
- Dismas (1894, эпическая поэма)
- Sv. Krištof (1927—1928)

Проза
- Láska Aubanelova (сборник рассказов, 1898)
- Vánoce (1903)
- Provensálské koledy (1927)
- Исследования о Верлене (1896); Метерлинке (1897); Шиллере (1888—1892).
- Критические работы «Kritische Schriften» изданы в 2 томах (1913—1914).

Занимался переводами произведений каталонской, французской и провансальской литературы, в том числе, Раймунда Луллия, Мориса Метерлинка, Эрнеста Элло, Фредерика Мистраля и других.
Похоронен на Бржевновском кладбище в Праге.